# Silenced by the Night
Singles de Keane
Stop for a Minute
(2010) Disconnected
(2012)
Pistes de Strangeland
You Are Young
(1) Disconnected
(3)
Silenced by the Night est une chanson de pop rock du groupe de rock britannique Keane sorti le 13 mars 2012 à travers le monde sous le label Island Records. 1er single extrait de l'album Strangeland, la chanson est écrite par Tim Rice-Oxley, Tom Chaplin, Richard Hughes et par Jesse Quin. Silenced by the Night est produit par Dan Grech-Marguerat.

## Sortie
"Silenced by the Night" ne devait initialement sortir qu'en tant que single commercial aux États-Unis. Cependant, le single est sorti sur d'autres marchés internationaux le 13 mars 2012. Au Royaume-Uni, le single est sorti le 13 avril 2012.

## Vidéoclip
Le vidéoclip pour accompagner la sortie de "Silenced by the Night" a été diffusé pour la première fois sur Vevo sur YouTube le 4 avril 2012. La durée total de ce dernier est de trois minutes et trente et une secondes,,.
Le vidéoclip de la chanson, réalisé par Christopher Sims, a été tourné dans une mine de sel calcaire à Austin, au Texas. Il dépeint un couple faisant un voyage en voiture à travers les États-Unis.

## Formats et liste des pistes
- Téléchargement digital[5]

1. "Silenced by the Night – 3:16

- Téléchargement digital au Royaume-Uni

1. Silenced by the Night – 3:16
2. Myth" – 4:55

- Téléchargement digital — remix

1. Silenced by the Night (Alesso Remix) – 6:13

## Classement par pays
| Classement (2012)                       | Meilleure position |
| --------------------------------------- | ------------------ |
| Belgique (Flandre Ultratop 50 Singles)  | 28                 |
| Belgique (Wallonie Ultratop 50 Singles) | 14                 |
| Pays-Bas (Nederlandse Top 40)           | 21                 |
| Italie (FIMI)                           | 96                 |
| Espagne (PROMUSICAE)                    | 41                 |
| Royaume-Uni (Official Charts Company)   | 46                 |

## Historique de sortie
| Pays        | Sortie        | Format                          | Label              |
| ----------- | ------------- | ------------------------------- | ------------------ |
| Monde       | 13 March 2012 | Digital download                | Island Records     |
| États-Unis  | 26 mars 2012  | Adult alternative radio airplay | Interscope Records |
| Royaume-Uni | 15 April 2012 | Digital download                | Island Records     |
| Monde       | 11 mai 2012   | Téléchargement digital — remix  | Refune Records     |